# Centaurea hekimhanensis
Centaurea hekimhanensis — вид рослин роду волошка (Centaurea), з родини айстрових (Asteraceae).

## Біоморфологічна характеристика
Багаторічна трава 6–16.5 см; столон присутній. Квіткове стебло бічне біля основи розетки, запушене, лежаче рідко висхідне, нерозгалужене. Листки розеткові завжди неподільні, сидячі, ланцетні або лінійно-ланцетні, тупі, 2.5-5.3 × 0.1-0.6 см; базальні листки сидячі, лінійні або ланцетні, запушені, тупі, 1.2–2.8 × 0.1–0.2 см. Квіткові голови поодинокі на кінцях стебел. Чашечка квіткової голови циліндрична, 14–17 × 9–12 мм. Квіточки рожево-пурпурні, периферійні — стерильні, 20–23 мм з 5 гострими і лінійно-ниткоподібними часточками, 8-10 мм; центральні — гермафродитні, 12–14 мм, 5 частки 5–6 мм завдовжки. Сім'янка 3.4–3.9 × 1.5–1.8 мм, довгасто-яйцювата, коричнева, біля основи округла. Папус подвійний, лускатий, коричневий, 1.2–1.7 мм, щетина внутрішніх рядів коротша. 2n = 20. Рослини цвітуть у червні — липні, плодоносять у липні — серпні.

## Середовище проживання
Ендемік Туреччини — Хекімхан, провінція Малатія. Зростає на кам'янисто-гравійних схилах гори Ямадаг.